# Metroid II: Return of Samus
Metroid II: Return of Samus is een computerspel ontwikkeld en uitgegeven door Nintendo voor de Game Boy. Het action-adventurespel is uitgekomen in de VS in november 1991, in Japan op 21 januari 1992 en in Europa op 21 mei 1992.
In 2017 verscheen Metroid: Samus Returns, een remake van het spel voor de Nintendo 3DS.

## Plot
Het spel volgt het verhaal over premiejager Samus Aran, die naar de planeet SR388 vertrekt om de kwaadaardige Metroids geheel uit te roeien.

## Ontvangst
Return of Samus ontving positieve recensies. Men prees het verhaal, de spelomgeving en de verbeterde gameplay. Kritiek was er op de primitieve graphics en het geluid.
Op verzamelwebsite GameRankings heeft het spel een verzamelde score van 79%.